# شرکت آبجوسازی نیو گلاروس
شرکت آبجوسازی نیو گلاروس شرکتی آمریکایی است که در سال ۱۹۹۳ در نیو گلاروس، ویسکانسین تأسیس شده‌است، محصولات این کارخانه آبجوسازی مستقل را تنها در ویسکانسین می‌توان یافت. شرکت آبجوسازی نیو گلاروس پانزدهمین شرکت بزرگ آبجوسازی صنعتی و بیست و پنجمین شرکت بزرگ تولید آبجو در ایالات متحده از نظر حجم فروش است.